# Rocade d'Angoulême
La rocade d'Angoulême est un aménagement routier permettant de contourner la totalité de la ville d'Angoulême (Charente) depuis 2010. Elle se compose de trois tronçons : la rocade ouest (N 10), la rocade est (D 1000) et la rocade nord (N 141).
Sur cette page, les directions indiquées en gras sont celles utilisées par la rocade.

## Rocade ouest (N 10)
Sur 9 kilomètres environ, Angoulême est contournée par l'ouest via la N 10 (axe Poitiers-Bordeaux) entre le Centre commercial des Montagnes et l'Hôpital de Girac.

### Tracé de la rocade ouest

#### Vers D1000
- Échangeur entre N10 et N141. Jonction avec la N141.
- Échangeur entre N10 et N141 : Cognac, Royan, La Rochelle, Saint-Jean-d'Angély, Saint-Yrieix
- Angoulême-Centre, Saint-Yrieix, Fléac (Ancienne N 141)
- 61 - D72 : Linars, Angoulême-Ouest,  Les 3 chênes
- D1000 : Périgueux, Angoulême-Sud, Saint-Michel, Puymoyen, Hôpital de Girac
- Échangeur entre N10 et D1000

#### Vers N141
- Échangeur entre D1000 et N10
- 61 D72 : Linars, Angoulême-Ouest,  Les 3 chênes
- Angoulême-Centre, Saint-Yrieix, Fléac (Ancienne N 141)
- Échangeur entre N10 et N141 : Cognac, Royan, La Rochelle, Saint-Jean-d'Angély, Saint-Yrieix
- 58 - N141 : Limoges, La Rochefoucauld, Angoulême-Nord, Ruelle-sur-Touvre, Gond-Pontouvre
- Échangeur entre N10 et N141

## Rocade est (D 1000)

### Généralités
- Communes desservies : Angoulême, Puymoyen, Soyaux, Magnac-sur-Touvre, Ruelle-sur-Touvre et L'Isle-d'Espagnac.
- Date d'ouverture : 2004 et 2010
- Longueur : 13,8 km
- Échangeurs : N 10 - N 141

La rocade est d'Angoulême est un projet du Conseil général de la Charente concernant l'agglomération d'Angoulême. Elle a été créée dans le but de « boucler » le contournement de la ville. Les travaux se sont réalisés en deux tranches. Ils ont commencé en 2000 et se sont terminés en 2010. Seul le boulevard de Bigorre est à 2x2 voies. Le reste de la rocade Est sera aménagé en 4 voies plus tard. La rocade Est (numérotée en route départementale 1000) relie la N 10 au sud (près de l'hôpital de Girac) et la N 141 au nord (vers la zone commerciale des Montagnes), en passant par le quartier de Ma Campagne. Elle franchit la vallée de l'Anguienne par un viaduc.

### Histoire

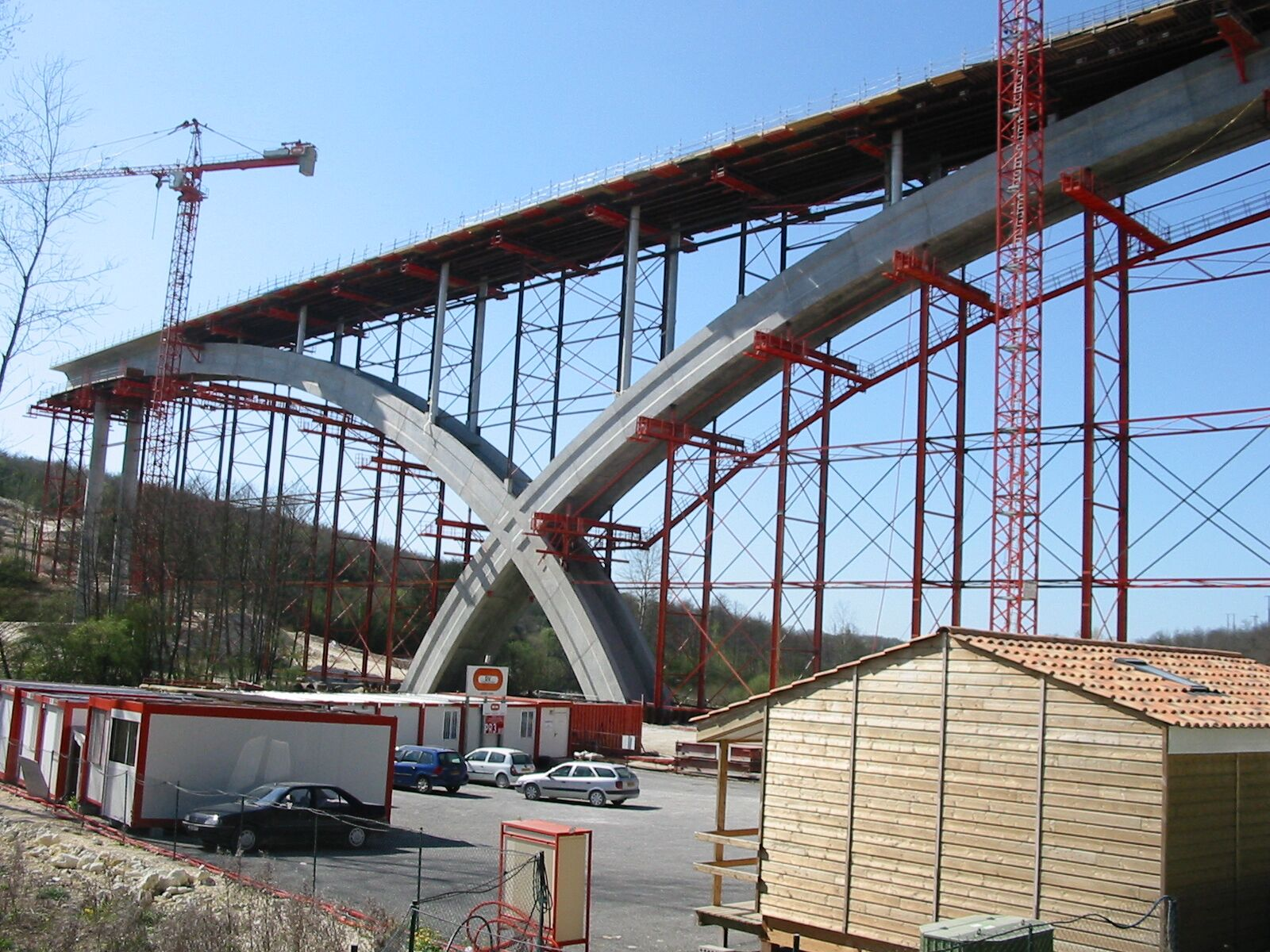
Construction du viaduc sur l'Anguienne en 2003

#### Première tranche: 2000-2004
Cette première tranche de travaux relie le giratoire des Effamiers (route de Périgueux) et le carrefour de la voie de l'Europe (Ma Campagne) par le sud-est ainsi que la section nord-est qui relie la RD 12 (zone industrielle no 3) à la RD 941 (Bel-Air). Le coût de cette première tranche s'élève à 44 000 000 €.

#### Deuxième tranche: 2006-2010
La deuxième tranche de travaux boucle le contournement de l'agglomération. Elle continue la section sud du giratoire des Effamiers à Soyaux (RD 939) au giratoire de Brébonzac à l'Isle-d'Espagnac (RD 12). Les travaux ont commencé en 2006. Le coût de cette tranche est de 21 900 000 €. L'ouverture de cette seconde tranche s'est faite en juin 2010.

### Tracé de la rocade est

#### Vers N141
- Échangeur entre N10 et D1000
- Giratoire de Puygrelier :
  - 1re sortie : Saint-Michel, Nersac
  - 2e sortie : Bordeaux, La Couronne, Châteauneuf, Barbezieux, Nersac
  - 3e sortie : Angoulême, Périgueux, Libourne, Puymoyen, Hôpital de Girac
- Giratoire de la N10 : 
  - 1re sortie : Angoulême, Périgueux, Libourne, Puymoyen, Hôpital de Girac
  - 2e sortie : Limoges, Poitiers, La Rochelle, Cognac, Saint-Yrieix, Gond-Pontouvre
- Hôpital de Girac
- Giratoire de Girac :
  - 1re sortie : Centre hospitalier d'Angoulême
  - 2e sortie : La Couronne, Hôpital Camille Claudel, Domaine universitaire, P.A. du Grand Girac, Site de l'Oiseillerie
  - 3e sortie : Libourne, Périgueux, Puymoyen, Ma Campagne, Z.E. Ma Campagne, Gare SNCF
  - 4e sortie : Angoulême, Z.I. Rabion, Z.E. Grelet, Institut universitaire de technologie (IUT),  Girac
  - 5e sortie : Z.A.E. Girac
- Z.I. de Rabion (à gauche par la rue de la brigade bac)
- Passage sur le boulevard de Bigorre
- Rue du Petit Montbron
- Giratoire de Fontbelle : 
  - 1re> sortie : Voie sans issue
  - 2e sortie : Périgueux, Libourne, Puymoyen, Montmoreau, Z.E. Ma Campagne
  - 3e sortie : Angoulême-Centre, Ma Campagne, Gare SNCF-Voyageurs, Poste de Police, Centre médico-social, Parc des Expos
- Z.E. Ma Campagne, I.ME. Ma Campagne
- Chambre d'Agriculture
- Giratoire de Clairgon :
  - 1re sortie : Libourne, Vœuil-et-Giget, Montmoreau, Z.E. Ma Campagne
  - 2e sortie : Puymoyen, Z.E. de Puymoyen, Z.A. des Brandeaux, Moulin du Verger
  - 3e sortie : Périgueux, Soyaux, L'Isle-d'Espagnac, Magnac-sur-Touvre
  - 4e sortie : Ma Campagne, Lycée de l'image et du son, Lycée Charles Coulomb
- Giratoire de Peusec :
  - 1re sortie : Puymoyen, Dirac, Torsac, Villebois-Lavalette
  - 2e sortie : Périgueux, Soyaux, Magnac-sur-Touvre, L'Isle-d'Espagnac, Z.E. La Croix Blanche
  - 3e sortie : Le Petit Fresquet, A.P.L.B. 16 , I.T.E.P. de l'Angoumois
- Passage sur le viaduc de l'Anguienne
- Giratoire des Effamiers : 
  - 1re sortie : Lycée professionnel Jean Albert Grégoire, Parking n°2 Aire des Brandes
  - 2e sortie : Périgueux, Garat, Sainte-Catherine, Marthon
  - 3e sortie : Montboulard, Chambres d'hôtes, Cimetière des Effamiers
  - 4e sortie : Poitiers, Limoges, Angoulême-Nord, Magnac-sur-Touvre, L'Isle-d'Espagnac, Ruelle-sur-Touvre, Z.E. de Recoux, Z.I. n°3
  - 5e sortie : Angoulême-Centre, Soyaux, Commerces, Z.E. La Croix Blanche, Centre clinical
- Giratoire de Recoux : 
  - 1re sortie : Recoux, Antornac, Z.E. de Recoux, Maison de retraite
  - 2e sortie : Poitiers, Limoges, Angoulême-Nord, Magnac-sur-Touvre, L'Isle-d'Espagnac, Ruelle-sur-Touvre, Z.I. n°3
  - 3e sortie : Soyaux-Bourg, Institut médico-professionnel, Collège Mendès France, Gymnase Mendès France
- Giratoire de Longiesse : 
  - 1re sortie : Montbron, Magnac-sur-Touvre, Touvre, Grottes du Quéroy, Sources de la Touvre
  - 2e sortie : Angoulême, Cognac, La Rochelle, Poitiers, Limoges, Angoulême-Nord, L'Isle-d'Espagnac, Ruelle-sur-Touvre, Z.I. n°3
  - 3e sortie : Longiesse,  Georges Brassens
  - 4e sortie : Rue des Eaux Claires
- Giratoire du Bois des Geais : 
  - 1re sortie : Voie sans issue
  - 2e sortie : Angoulême, Cognac, La Rochelle, Poitiers, Limoges, Angoulême-Nord, L'Isle-d'Espagnac, Ruelle-sur-Touvre, Z.I. n°3
  - 3e sortie : Parc tertiaire de Bel Air, Parc des Expos
  - 4e sortie : Voie sans issue
- Giratoire de Bel Air :
  - 1re sortie : Ruelle-sur-Touvre
  - 2e sortie : Angoulême, Cognac, Poitiers, Limoges, Bordeaux, La Rochelle, Gond-Pontouvre, Z.I. n°3
  - 3e sortie : Avenue Maryse Bastié
  - 4e sortie : Avenue Jean Mermoz
  - 5e sortie : Parc des Expos
- Giratoire de Brébonzac :
  - 1re sortie : Poitiers, Limoges, Cognac, Bordeaux, La Rochelle, La Rochefoucauld, Espace Commercial et Hôtelier Angoulême-Nord, Aéroport Angoulême-Cognac
  - 2e sortie : Chemin de Chaumontet
  - 3e sortie : Angoulême, Gond-Pontouvre, Gare SNCF
  - 4e sortie : Z.I. n°3, Campus CIFOP, Déchèterie, Brébonzac
- Giratoire de Ruelle : 
  - 1re sortie : Ruelle - Villement, Parc de la Rocade
  - 2e sortie : Poitiers, Limoges, Cognac, Bordeaux, La Rochelle, La Rochefoucauld, Champniers, Aéroport Angoulême-Cognac, Espace Commercial et Hôtelier Angoulême-Nord
  - 3e sortie : Gond-Pontouvre
- Giratoire d'Angoulême-Nord : 
  - 1re sortie : Poitiers, Limoges, Cognac, Bordeaux, La Rochelle, Champniers, Saint-Yrieix, La Rochefoucauld, , Aéroport Angoulême-Cognac (accessible par voie d'accélération)
  - 2e sortie : Gond-Pontouvre, Espace Commercial et Hôtelier Angoulême-Nord
- - N141 Limoges, Guéret, Montluçon, La Rochefoucauld, Ruelle
- Giratoire de la N141 :
  - 1re sortie : Poitiers, Cognac, La Rochelle, Bordeaux, La Couronne, Saint-Yrieix
  - 2e sortie : Champniers (Bourg), Brie
  - 3e sortie : Voie d'accélération vers Rue de l'Auvent
- Échangeur entre D1000 et N141

#### Vers N10
- Échangeur entre N141 et D1000
- Giratoire d'Angoulême-Nord :
  - 1re sortie : Gond-Pontouvre, Espace Commercial et Hôtelier Angoulême-Nord
  - 2e sortie : Périgueux, Angoulême, Parc des Expos, Z.I. n°3
- Giratoire de Ruelle :
  - 1re sortie : Gond-Pontouvre
  - 2e sortie : Périgueux, Angoulême, L'Isle-d'Espagnac, Parc des Expos, Z.I. n°3
  - 3e sortie : Ruelle - Villement, Parc de la Rocade
- Giratoire de Brébonzac :
  - 1re sortie : Chemin de Chaumontet
  - 2e sortie : Angoulême, Gond-Pontouvre, Gare SNCF
  - 3e sortie : Z.I. n°3, Campus CIFOP, Déchèterie, Brébonzac
  - 4e sortie : Périgueux, Ruelle-sur-Touvre, L'Isle d'Espagnac, Soyaux, Parc des Expos
- Giratoire de Bel Air : 
  - 1re sortie : Avenue Maryse Bastié
  - 2e sortie : Avenue Jean Mermoz
  - 3e sortie : Parc des Expos
  - 4e sortie : Périgueux, Magnac-sur-Touvre, Soyaux, Puymoyen
  - 5e sortie : Ruelle-sur-Touvre
- Giratoire du Bois des Geais :
  - 1re sortie : Parc tertiaire de Bel Air, Parc des Expos
  - 2e sortie : Voie sans issue
  - 3e sortie : Périgueux, Magnac-sur-Touvre, Soyaux, Puymoyen
  - 4e sortie : Voie sans issue
- Giratoire de Longiesse :
  - 1re sortie : Longiesse,  Georges Brassens
  - 2e sortie : Rue des Eaux Claires
  - 3e sortie : Périgueux, Bordeaux, Soyaux, Puymoyen, Z.E. de Recoux
  - 4e sortie : Montbron, Magnac-sur-Touvre, Touvre, Grottes du Quéroy, Sources de la Touvre
- Giratoire de Recoux :
  - 1re sortie : Soyaux-Bourg, Institut médico-professionnel, Collège Mendès France, Gymnase Mendès France
  - 2e sortie : Périgueux, Bordeaux, Soyaux, Puymoyen, La Croix Blanche
  - 3e sortie : Recoux, Antornac, Z.E. de Recoux, Maison de retraite
- Giratoire des Effamiers :
  - 1re sortie : Angoulême-Centre, Soyaux, Commerces, Z.E. La Croix Blanche, Centre clinical
  - 2e sortie : Libourne, Bordeaux, Cognac, La Rochelle, Angoulême-Sud, Puymoyen, Gare SNCF-Voyageurs
  - 3e sortie : Lycée professionnel Jean Albert Grégoire, Parking n°2 Aire des Brandes
  - 4e sortie : Périgueux, Garat, Sainte-Catherine, Marthon
  - 5e sortie : Montboulard, Chambres d'hôtes, Cimetière des Effamiers
- Passage sur le viaduc de l'Anguienne
- Giratoire de Peusac:
  - 1re sortie : Le Petit Fresquet, A.P.L.B. 16 , I.T.E.P. de l'Angoumois
  - 2e sortie : Libourne, Bordeaux, La Rochelle, Poitiers, Limoges, Angoulême, Gare SNCF-Voyageurs, Z.E. de Puymoyen, Z.E. Ma Campagne
  - 3e sortie : Puymoyen, Dirac, Torsac, Villebois-Lavalette
- Giratoire de Clairgon :
  - 1re sortie : Ma Campagne, Lycée de l'image et du son, Lycée Charles Coulomb
  - 2e sortie : Bordeaux, La Rochelle, Poitiers, Limoges, Angoulême, La Couronne, Hôpital de Girac, Gare SNCF (Voyageurs), Maison départementale des solidarités
  - 3e sortie : Libourne, Vœuil-et-Giget, Montmoreau, Z.E. Ma Campagne
  - 4e sortie : Puymoyen, Z.E. de Puymoyen, Z.A. des Brandeaux, Moulin du Verger
- Giratoire de Fontbelle :
  - 1re sortie : Angoulême-Centre, Ma Campagne, Gare SNCF-Voyageurs, Poste de Police, Centre médico-social, Parc des Expos
  - 2e sortie : Bordeaux, La Rochelle, Poitiers, Limoges, Angoulême-Sud, La Couronne, Hôpital de Girac
  - 3e sortie : Voie sans issue
- Passage sur le boulevard de Bigorre
- Rue de Rabion
- Angoulême-Sud, Girac
- Giratoire de Girac :
  - 1re sortie : Angoulême, Z.I. Rabion, Z.E. Grelet, Institut universitaire de technologie (IUT),  Girac
  - 2e sortie : Z.A.E. Girac
  - 3e sortie : Bordeaux, La Rochelle, Poitiers, Limoges, Saint-Michel, Châteauneuf, Barbezieux
  - 4e sortie : Centre hospitalier d'Angoulême
  - 5e sortie : La Couronne, Hôpital Camille Claudel, Domaine universitaire, P.A. du Grand Girac, Site de l'Oiseillerie
- Giratoire de la N10 :
  - 1re sortie : Limoges, Poitiers, La Rochelle, Cognac, Saint-Yrieix, Gond-Pontouvre
  - 2e sortie : Bordeaux, Saint-Michel, Église XIIe, La Couronne, Châteauneuf, Barbezieux
- Échangeur entre D1000 et N10

## Rocade nord (N141)
Sur 2 kilomètres, Angoulême est contournée par le nord via la N 141 (axe Saintes-Limoges) près du centre commercial des Montagnes.

### Tracé de la rocade nord

#### Vers N10
- Échangeur entre D1000 et N141
- Échangeur entre N141 et N10: Poitiers, Niort, Mansle, Ruffec
- Échangeur entre N141 et N10. Jonction avec la N10

#### Vers D1000
- Échangeur entre N10 et N141
- - D910 : Angoulême-Nord, Gond-Pontouvre, Espace commercial et hôtelier Angoulême-Nord
- - D1000 : Périgueux, Angoulême, Z.I. n°3, Parc des Expos
- Échangeur entre N141 et D1000